# Viaje inesperado
Viaje inesperado es una película argentina dramática coescrita y dirigida por Juan José Jusid y protagonizada por Pablo Rago, Cecilia Dopazo y Tomás Wicz. Fue estrenada el 20 de septiembre de 2018.

## Sinopsis
Por el continuo acoso sufrido por parte de sus compañeros en la escuela, Andrés estalla en una situación violenta y su entorno familiar colapsa. Su madre, decide acudir después de muchos años a su padre para que la ayude a que Andrés vuelva a ser quien era. En un viaje revelador y lleno de sorpresas, Andrés encontrará la posibilidad de un amor y un nuevo esperanzador comienzo.

## Reparto
- Pablo Rago como Pablo
- Cecilia Dopazo como Ana
- Tomás Wicz como Andrés
- Oliver Kolker como Alfonso
- Débora Nascimento como Lucy
- Valentina Etchegoyen como Greta
- Facundo Posincovich como Nacho
- Mario Alarcón como Raúl
- Paula Rebagliati como Dra. Otegui
- Selene Rojas Alcover como Eugenia
- Adriana Balbo como Martina
- Nicolás Gallarreta como Manuel
- Esteban Lahurcada como Lolo
- Gonzalo Di Trana como Facu
- Ezequiel Tallarico como Roli
- Juan Cruz Galarza como Mati
- Braian Ross como Jefe
- Nicolás Zorrilla como Pibe 1
- Josefina Pinedo como Olivia
- Matías Cipriano como chico 1
- Julián Schiel como chico 2
- Nazareno Gutiérrez como chico 3
- Melina Infantas como chica 1
- Martín Iglesias como concejal
- Miguel Ávila como oficial de policía
- Gabriel Silva como Sereno Cabaña
- Azul Fernández como Mía
- Clara Colin como secretaria Franco
- Diogo Sales Ribeiro como hombre de traje 1
- Bruno Brandão como Hombre de traje 2